# 福島西インターチェンジ
福島西インターチェンジ（ふくしまにしインターチェンジ）は、福島県福島市成川にある、東北自動車道のインターチェンジ。

## 道路
- E4 東北自動車道（21番）
- 接続する道路：国道115号（福島西バイパス）

## 料金所
- ブース数：8

### 入口
- ブース数：3
  - ETC専用：2
  - 一般：1

### 出口
- ブース数：5
  - ETC専用：2
  - 一般：3

## 周辺
- 福島県あづま総合運動公園
- 国道13号バイパス（福島西道路）
- 花見山公園
- 土湯温泉
- 福島キヤノン
- 佐倉西工業団地
- 上名倉工業団地
- チサンイン福島西インター
- 福島駅

### 「福島西インターチェンジ」バス停
- IC出入口東側の国道115号上（高速道路方面はIC入口への側道上）にある。
- 停車路線（高速バス）
  - 福島 - いわき線（福島交通・新常磐交通）
  - 仙台空港 - 福島 - 会津若松線（福島交通・会津乗合自動車）
  - あぶくま号（福島交通・JRバス東北）

## 隣
E4 東北自動車道
(20)二本松IC - (20-1)福島松川PA/SIC - (21)福島西IC - 吾妻PA - (21-1)福島JCT - (22)福島飯坂IC